# Gaspar de Espinosa
Gaspar de Espinosa (Medina de Rioseco, Corona de Castilla, ca. 1483 – Cuzco de la gobernación de Nueva Toledo, Imperio español, 14 de febrero de 1537) era un abogado, explorador, banquero, conquistador y militar español que fuera asignado en Tierra Firme como alcalde de Santa María la Antigua del Darién en 1513 y fuera nombrado oidor-gobernador de Santo Domingo desde 1524 hasta 1527.

## Biografía
Gaspar de Espinosa habría nacido hacia 1483 en la localidad de Medina de Rioseco de la entonces Castilla la Vieja que a su vez formaba parte de la Corona de Castilla, pero se conocen pocos detalles de sus primeros años. Siendo adulto se embarcó hacia La Española y en 1513 fue nombrado alcalde de Santa María la Antigua del Darién, en Tierra Firme.
En 1514 se unió a la expedición de Pedrarias Dávila al Darién. Inicialmente, fue uno de los protectores de Vasco Núñez de Balboa ante la persecución de Pedrarias pero luego traicionó a Balboa ordenando la ejecución de la sentencia de muerte. 
También coparticipó en la fundación de la ciudad de Panamá en 1519 y del pueblo de Natá de los Caballeros en 1522 (actualmente en la provincia de Coclé), ambas fundadas por Pedrarias. Así mismo, exploró la costa Pacífica de América Central y descubrió el golfo de Nicoya en Costa Rica.
Regresó a España y, por sus hazañas, se le recompensó con un alto puesto en la Corte. Sin embargo, regresó poco después a la América española como oidor de la Real Audiencia de Santo Domingo y como gobernador interino de La Española desde 1524 y también oidor de la gobernación de Castilla de Oro, hasta el año 1527.
Posteriormente se trasladó al Perú y financió la expedición de Francisco Pizarro y Diego de Almagro, e intentó sin éxito la reconciliación de ambos conquistadores.
Falleció en Cuzco el 14 de febrero de 1537 con unos 54 años de edad. No dejó descendencia.